# Leszek Laszkiewicz
Leszek Laszkiewicz (Jastrzębie-Zdrój, 11 agosto 1978) è un ex hockeista su ghiaccio polacco.

## Carriera
Ha vinto per otto volte il campionato polacco, tre con la maglia dell'Aksam Unia Oświęcim e cinque con quella del KS Cracovia. Nella sua unica stagione in Italia tra le file del HCJ Milano Vipers, ha vinto sia lo scudetto che la Coppa Italia.
Fuori dai confini del suo paese ha giocato anche una stagione in Deutsche Eishockey Liga con i Nürnberg Ice Tigers ed una nell'Extraliga ceca, in parte con i Vitkovice Steel ed in parte con l'AZ Havirov.
A causa di un infortunio ha chiuso la carriera con la maglia del JKH GKS Jastrzebie, con cui ha militato dal 2013 al dicembre del 2018.
Anche il fratello Daniel Laszkiewicz è un hockeista su ghiaccio professionista.

## Palmarès

### Club
- Campionato polacco: 8

Oswiecim: 2000-2001, 2001-2002, 2003-2004
Cracovia: 2005-2006, 2007-2008, 2008-2009, 2010-2011, 2012-2013
- Campionato italiano: 1

Milano Vipers: 2004-2005
- Coppa Italia: 1

Milano Vipers: 2004-2005